# Wahlkreis Gyulafehérvár II
Der Wahlkreis Gyulafehérvár II war ein Wahlkreis im Komitat Alsó-Fehér für die Wahlen des Abgeordnetenhauses im Ungarischen Reichstag (bis 1867 Landtag genannt).

## Beschreibung
Der Wahlkreis war einer von sechs Wahlkreisen des Komitats Alsó-Fehér, das im Südosten Ungarns lag. Als einer der beiden Wahlkreise von Gyulafehérvár wurde er zur Reichstagswahl 1878 mit dem Wahlkreis Gyulafehérvár I zum Wahlkreis Gyulafehérvár zusammengeschmolzen.

## Abgeordnete
Folgende Abgeordnete wurden bei den Wahlen im Wahlkreis Gyulafehérvár II gewählt:
| Name                                   | Partei                            | Wahl   | Amtszeit                              |
| -------------------------------------- | --------------------------------- | ------ | ------------------------------------- |
| György Tóth                            | –                                 | 1848   | 5. Juli 1848 – 13. August 1849        |
| Károly Dánfy                           | Deák Párt (Deák-Partei)           | 1865   | 22. Februar 1866 – 10. April 1867 1   |
| Dániel Török                           | Deák Párt (Deák-Partei)           | 1867 2 | 3. Juni 1867 – 9. Dezember 1868       |
| Dániel Török                           | Deák Párt (Deák-Partei)           | 1869   | 22. April 1869 – 14. September 1871 1 |
| Dezső Szilágyi                         | Deák Párt (Deák-Partei)           | 1871 2 | 11. November 1871 – 15. April 1872    |
| Dezső Szilágyi                         | Deák Párt (Deák-Partei)           | 1872   | 3. September 1872 – 24. Mai 1875      |
| Dezső Szilágyi                         | Szabadelvű Párt (Liberale Partei) | 1875   | 30. August 1875 – 29. Juni 1878       |
| 1 Mandat vorzeitig abgelegt 2 Nachwahl |                                   |        |                                       |